# Островная G
Ᵹ, ᵹ (островная G) — буква расширенной латиницы, форма буквы G, несколько напоминающая хвостатую z, используемая в островном пошибе и в качестве фонетического символа.

## История
Данная форма буквы происходит из римского курсива, откуда она была заимствована в ирландский островной пошиб и позже перешла в древнеанглийский язык, развившись в среднеанглийскую букву йоуг (Ȝ ȝ). В среднеанглийском языке, повторно заимствовавшем каролингскую G (G g) с континента, эти две формы G стали использоваться как отдельные буквы.

## Использование в фонетике
Используется в фонетической транскрипции ирландского языка для обозначения звука [ɣ]. В том же значении использовалась в варианте ромического алфавита 1892 года.
В манускрипте Ормулум островная G обозначает [j], а каролингская G — [d͡ʒ].
В проекте реформы английского правописания Джона Харта обозначала [d͡ʒ], в то время как каролингская G — звук [ɡ].
Использовалась в корнской орфографии Эдварда Ллуйда и, позже, Уильяма Прайса.
Также использовалась в транскрипции Отто Бремера для обозначения звука [ɣ].

## Кодировка
Строчная островная G (ᵹ) по причине использования в ирландской лингвистике была закодирована в блоке Юникода «Фонетические расширения» (англ. Phonetic Extensions) в версии 4.1 (март 2005) под кодом U+1D79. Её заглавная форма (Ᵹ) была включена в блок «Расширенная латиница — D» (англ. Latin Extended-D) в версии 5.1 (апрель 2008) под кодом U+A77D.